# Лутугинське водосховище
Лутугинське водосховище — наливне водосховище на річці Суха, розташоване в східній частині міста Лутугине Лутугинського району Луганської області. Заповнене у 1989 році.

## Опис
Основне призначення — забезпечення міста водою та зрошення домогосподарських угідь. Основне джерело живлення — річка Суха. Довжина водосховища з півночі на південь — 1,85 км. Має видовжену форму. У верхній частині ширина — 1,2 км, посередині — 220 метрів і в нижній частині — 250 м. Площа — 51 га. Водосховище обкладено з північної сторони бетонними плитами — висотою від З до 8 метрів зі схилами до води 30-40 градусів. Довжина дамби — 600 м, ширина — 7 м.
У 2009 році в результаті спуску води взимку-навесні рівень води впав на кілька метрів. В результаті 1/3 частина вузької частини водосховища обміліла і заросла травою. Водокачка на вузькій частині виявилася в кількох десятках метрів від води. У 2010 році рівень води повернувся в межі звичайного, але місцями зарості зелені залишилися.
На березі водосховища розташований місцевий пляж і розважальні заклади.